# 中岡みずえ
中岡 みずえ（なかおか みずえ、1月22日 - ）は、山陰地方を拠点にタレント活動をしているラジオパーソナリティ。血液型はA型、星座はみずがめ座。

## 来歴
島根県飯石郡赤名町（後の赤来町、飯南町）出身。12歳まで同町で過ごした後、中学から松江市で生活する。
その後は山陰地方でラジオパーソナリティとして活動。山陰放送 (BSS) が制作するラジオ番組のほか、ケーブルテレビコミュニティチャンネルの番組やローカルCMにも出演している。

## 出演

### テレビ番組
- ふらりおんな酒場めぐり（中海テレビ放送） - 隔月出演

### ラジオ番組
- サウンズ・ウィズ・コーク（BSSラジオ）[1]
- ぽっぷこーんたいむ（BSSラジオ）[1]
- たむたむたいむ（BSSラジオ）[1]
- みずえとすーさんのくるくる放送局 これしかナイト日曜日（BSSラジオ、1982年 - 1996年）[1]
- 月曜電話リクエスト急げダイヤル（BSSラジオ）[1]
- ラジオでキャッチ（BSSラジオ、1997年 - 2000年）
- 自由ほんぽーおしゃべり本舗（BSSラジオ、2000年 - 2016年）
- ご近所わいど今日もハレルヤ!（BSSラジオ、2002年 - 2003年）
- 中四国ライブネット
  - 山陰発 自由ほんぽーおしゃべり本舗まつり これが山陰だ！（BSSラジオ、2005年11月5日）
  - 山陰発 新春スペシャル 輝け！第1回 中四国自慢大賞（BSSラジオ、2006年1月7日）
  - 山陰発 おしゃべり本舗 特別号『なんでもランキング 日本一自慢!!（BSSラジオ、2007年1月27日）
- 午後はドキドキ!（BSSラジオ、2016年 - ） - 木曜担当、旧・水曜担当
- 角さん・みずえのハートに火をつけて（BSSラジオ、2017年）
- おちらと金曜日!（2024年4月 - ）

### CM
- フジキコーポレーション - 現在は[いつ?]ラジオCMのみ。過去にはテレビCMにも出演。
- コダマサイエンス - テレビCMに出演。